# Olga Pacyńska
Olga Pacyńska (ur. 9 maja 1988) – polska koszykarka, grająca na pozycji skrzydłowej. 
Obecnie reprezentuje barwy swarzędzkiego Lidera grającego w I lidze, wcześniej związana między innymi z AZS-em Poznań, z którym występowała w ekstraklasie, a także z Olimpią Poznań, której jest wychowanką i z którą zdobywała wielokrotnie medale mistrzostw Polski w kategoriach młodzieżowych. Ma siostrę Bognę, która także wyczynowo grała w koszykówkę.

## Przebieg kariery
- do 2006 – Olimpia Poznań  Polska
- 2006–2009 – AZS Poznań  Polska
- 2009-            Lider Swarzędz